# Mel Pollan
Melvin „Mel“ Pollan (* 13. Juni 1931 in  Methuen, Massachusetts) ist ein US-amerikanischer Jazz- und Studiomusiker (Kontrabass, E-Bass).

## Leben und Wirken
Mwel Pollan, ein Sohn des Tubisten und Bassisten Albert Pollan (der bei Marty Paich und Stan Kenton spielte), arbeitete in der kalifornischen Musikszene ab Mitte der 1950er-Jahre zunächst bei Dave Pell, mit dem auch erste Aufnahmen entstanden (Love Story), dann bei Les Brown und Mitte der 1960er-Jahre in der Baja Marimba Band um Julius Wechter. Außerdem wirkte er an Aufnahmesessions von Billy Usselton (1957), Fred Katz (Folk Songs for Far Out Folks, 1958), Bob Florence, Si Zentner (1959), Buddy Collette (1961), Richard Behrke, Gene Estes und  Johnny Hartman (I Love Everybody, 1966) mit. Im Bereich des Jazz war er zwischen 1956 und 1966 an 24 Aufnahmesessions beteiligt, als Sessionmusiker auch mit Jan and Dean, Cher (All I Really Want to Do, 1965), The Beach Boys (The Smile Sessions) sowie bei der Filmmusik zu Stakeout on Dope Street (1958, Regie Irvin Kershner) und der TV-Serie Johnny Staccato (1960).